# Noches de cocaína
Noches de cocaína es una novela de ciencia ficción escrita por el británico J. G. Ballard y publicada en 1996.
Como en Super-Cannes, editada posteriormente, trata con la idea de las distopías, donde la realidad transcurre en términos opuestos a los de una sociedad ideal, es decir, en una sociedad opresiva, totalitaria o indeseable.

## Argumento
En Noches de Cocaína, Ballard nos presenta una trama de misterio enmarcada en uno de los paraísos de un futuro ya no muy lejano: los complejos cerrados de las soleadas costas españolas en las que muchos europeos de clase alta se refugian para vivir en el encierro y el ocio. El protagonista, el mundano periodista Charles Prentice, desembarca en una de esas tantas urbanizaciones a raíz del asesinato de la familia Hollinger, un crimen imputado a su hermano menor Frank. Al mismo tiempo que Charles intenta vislumbrar los hechos y liberar al obstinado Frank, quien insiste en declararse culpable a pesar de las intrigas que rodean a aquel crimen, se va internando en los laberintos sociales del club que dirigía su hermano preso: drogas, promiscuidad, delincuencia y grandes negocios son parte de está muy interesante crítica de Ballard a aquellos ecosistemas del privilegio.
- Datos: Q600448